# No More Trouble
No More Trouble (zu deutsch etwa "Kein Ärger mehr", im Sinne von "Konflikt" oder "Krieg") ist ein Song von Bob Marley und seiner Band The Wailers. Es wurde auf dem Studioalbum Catch a Fire (1973) als achtes von neun Liedern veröffentlicht.
No More Trouble zählt zu den weniger bekannteren Songs von Marley. Der Song war fester Bestandteil auf Konzerten der Tourneen von 1973 (sowie seltener auch 1975) und ab 1976 bis 1980. Eine Live-Aufnahme wurde auf dem Live-Album Babylon By Bus (1978) veröffentlicht. 1973 noch alleine gespielt, begann der Song auf allen Konzerten ab 1976 unmittelbar nach dem Song War. Meist war dann auch von einem Song namens War / No More Trouble die Rede, obwohl ursprünglich beide ein für sich eigenes Lied waren.
Die Albumversion hat die Tonart a-Moll; außer 1973 und 1975 wurde der Song auf Live-Auftritten in h-Moll gespielt, da der Song War ebenfalls in h-Moll war. Die Dauer der Albumversion beträgt vier Minuten. Wenn er live zusammen mit War gespielt wurde, dauerte No More Trouble meist etwas weniger als zwei Minuten. 